# Cymbaria daurica
Cymbaria daurica és una herba perenne de la família de les Escrofulariàcies de mida petita i flors de color groc que es troba a certes regions d'Àsia.

## Descripció
La planta és tomentosa, coberta d'una pilositat blanca. Té una alçada de 5-20 cm. Les fulles són oposades, de vegades alternes, linear-lanceolades i amb el marge enter. Poden arribar a atènyer una llargada d'1,2 cm i una amplada de 3-4 mm.
Les flors són zigomorfes, grans (4-5 cm de longitud), axil·lars i solitàries, amb corol·la de color groc en forma de campana, tubular i amb dos llavis. Els pedicels presenten dues bractèoles enteres o amb 1-2 petites dents prop de l'extrem. Gineceu bicarpel·lar que forma en madurar un fruit en forma de càpsula ovada de 8-10 mm.

## Hàbitat
Viu a pendents secs i pedregosos, de vegades també estepes desèrtiques, entre 800 i 2.000 m.

## Usos
Sintetitza una gran diversitat de glucòsids, entre ells els digitàlics, de gran ús en farmacologia com a cardiotònics. Es comercialitza en forma d'extracte de la planta.

## Distribució
Està distribuïda a diverses regions de Mongòlia, Rússia i Xina (Gansu, Hebei, Nei Mongol, Qinghai, Shaanxi, Shanxi).